# Астрагал ольхонский
Астрагал ольхонский (лат. Astragalus olchonensis) ― многолетнее травянистое растение; вид рода Астрагал (Astragalus) семейства Бобовые (Fabaceae). Эндемик западного побережья Байкала.

## Ботаническое описание
Многолетнее травянистое растение 12-20 см в высоту с сильно укороченным, деревянистым подземным стволиком, обильно разветвленным на тонкие, деревянистые, короткие, 1-3 см в длину, веточки, образующие рыхлые дерновинки.
Стебли прямостоячие или, чаще, приподымающиеся, 8-13 см в длину, опушенные, седоватые. 
Прилистники до трети или до половины сросшиеся друг с другом, 3-3,5 мм в длину, беловатые, бело и коротко опушенные, в свободной части ланцетные или линейные. Листья 2-3 см в длину, черешки их не выражены; листочки 5-7-парные, линейно-продолговатые или линейно-ланцетные, тупые, 5-11 мм в длину, 2-2,5 мм в ширину, опушенные с обеих сторон.
Цветоносы в 2-3 раза длиннее листьев. Кисти сжатые, яйцевидные, 2-2,5 см в длину, с почти сидячими отклоненными или слегка поникающими цветками. Прицветники ланцетные, 3-4 мм в длину, мелко бело- и чёрно-волосистые. Чашечка колокольчатая, около 3 мм в длину, густо полуоттопыренно-опушенная, зубцы чашечки линейно-ланцетные. Венчик белый. Флаг 8-10 мм в длину. Крылья 7-8 мм в длину, на верхушке двурасщепленно выемчатые. Лодочка 5-6 мм в длину, тупая. Завязь сидячая 
Плод ― продолговато-яйцевидный боб, 6 мм в длину.

## Распространение и экология
Эндемик западного побережья Байкала. Известен только с острова Ольхон: бухты Песчаная, Харалдай и Нюргонская. Общая численность вида составляет около 1 тыс. особей.
Мезоксерофит. Растет на прибрежных перевиваемых песках.

## Охранный статус
Вид внесён в Красные книги Российской Федерации и Иркутской области. Ранее включался в Красные книги СССР и РСФСР.
Страдает от слабой конкурентной способности, малочисленности популяций и рекреационного использования мест обитания.
Весь ареал вида находится на территории Прибайкальского национального парка, но реальных мер охраны не принято. Культивируется в Новосибирске (Центральный сибирский ботанический сад) и Иркутске (Ботанический сад Иркутского государственного университета).

## Таксономия
Вид Астрагал ольхонский входит в род Астрагал (Astragalus) подтрибы Астрагаловые (Astragalinae) трибы Козлятниковые (Galegeae) подсемейства Мотыльковые (Faboideae) семейства Бобовые (Fabaceae) порядка Бобовоцветные (Fabales).
|  |                       |  |                                             |                                             |                          |  | ещё два подсемейства | ещё два подсемейства   |                        |  |  |  | ещё две подтрибы        | ещё две подтрибы       |  |  |  |  | ещё более 2400 видов (согласно The Plant List) | ещё более 2400 видов (согласно The Plant List) |
|  |                       |  |                                             |                                             |                          |  | ещё два подсемейства | ещё два подсемейства   |                        |  |  |  | ещё две подтрибы        | ещё две подтрибы       |  |  |  |  | ещё более 2400 видов (согласно The Plant List) | ещё более 2400 видов (согласно The Plant List) |
|  |                       |  |                                             | семейство Бобовые                           |                          |  |                      |                        | триба Козлятниковые    |  |  |  |                         | Род Астрагал           |  |  |  |  |                                                |                                                |
|  |                       |  |                                             | семейство Бобовые                           |                          |  |                      |                        | триба Козлятниковые    |  |  |  |                         | Род Астрагал           |  |  |  |  |                                                |                                                |
|  | порядок Бобовоцветные |  |                                             |                                             | подсемейство Мотыльковые |  |                      |                        | подтриба Астрагаловые  |  |  |  | вид Астрагал ольхонский |                        |  |  |  |  |                                                |                                                |
|  | порядок Бобовоцветные |  |                                             |                                             |                          |  |                      |                        |                        |  |  |  |                         |                        |  |  |  |  |                                                |                                                |
|  |                       |  | ещё три семейства (согласно Системе APG II) | ещё три семейства (согласно Системе APG II) |                          |  |                      | ещё двадцать семь триб | ещё двадцать семь триб |  |  |  | ещё девятнадцать родов  | ещё девятнадцать родов |  |  |  |  |                                                |                                                |
|  |                       |  |                                             | ещё три семейства (согласно Системе APG II) |                          |  |                      |                        | ещё двадцать семь триб |  |  |  |                         | ещё девятнадцать родов |  |  |  |  |                                                |                                                |

### Синонимика
По данным Catalogue of Life (англ.):
- Astragalus multicaulis var. hirto-canescens Ledeb., 1843
- Astragalus cinereus Turcz., 1842